# Weil ich Jesu Schäflein bin

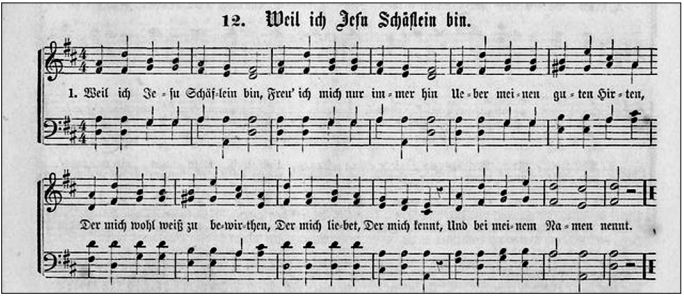
Weil ich Jesu Schäflein bin – Vierstimmiger Satz von 1866

Weil ich Jesu Schäflein bin ist die Titelzeile eines weit verbreiteten evangelischen Kirchenliedes. Es geht zurück auf ein siebenstrophiges geistliches Gedicht, das die aus hessischem Adel stammende Henriette Maria Luise von Hayn (1724–1782), Mitglied und leitende Mitarbeiterin der Herrnhuter Brüdergemeine, am 8. August 1772 einer Freundin zum Geburtstag schenkte. Melodien zu diesem Gedicht, von dem nur die beiden ersten sowie die letzte Strophe für den gottesdienstlichen Gebrauch ausgewählt wurden, schufen unter anderem Christian Gregor (1784), Johannes Herbst (vor 1812) und Friedrich Silcher (1843). Die Erstveröffentlichung erfolgte 1778, und zwar in dem von Christian Gregor herausgegebenen Gesangbuch zum Gebrauche der evangelischen Brüdergemeinen, wo es als Abendmahlslied geführt wurde. Durch die Erweckungsbewegung des 19. Jahrhunderts, in der von Hayns Lied nachweislich bekannt war und gesungen wurde, überschritt es die engen Konfessionsgrenzen der Herrnhuter Brüdergemeine und fand schließlich Aufnahme in landeskirchlichen und freikirchlichen Gesangbüchern, allerdings nicht mehr in der Rubrik der Abendmahlslieder. Vom Gesangbuch aus gelangte das von Hayn’sche Lied schließlich in verschiedene Volksliedersammlungen sowie in die Lehrpläne für den evangelischen Religionsunterricht. Auch zahlreiche Tonträger haben zur Verbreitung des Liedes beigetragen. Die erste Zeile des Liedes wurde darüber hinaus zum Titel von gedruckten und auf Tonträgern veröffentlichten Kompilationen sowie von religiösen Kinderbüchern.
Die hohe Popularität führte dazu, dass das Lied viele Generationen von Kindern oft bis ins hohe Alter begleitet hat. Es findet Erwähnung in zahlreichen Biographien – darunter auch in denen von Hermann Hesse und Karl Barth.

## Hintergrund

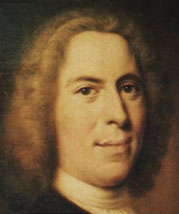
Nikolaus Ludwig Graf von Zinzendorf

Henriette Maria Luise von Hayn

Von Hayns Lied Weil ich Jesu Schäflein bin entstand in Herrnhut, dem Gründungsort der Unitas Fratrum (deutsch: Brüdergemeine). Das Dichten sowie das Singen von selbst verfassten Liedern spielten in den Anfängen der Gemeine eine große Rolle, was vor allem auf Nikolaus von Zinzendorf, ihren Gründervater, zurückzuführen ist. Die Herrnhuter Lieder besaßen einfache, leicht eingängige Melodien und begleiteten den Alltag der Mitglieder der Gemeine. Gesungen wurde unter anderem bei der Begrüßung und Verabschiedung von Gästen, anlässlich kleiner und größerer Jubiläen, am Arbeitsplatz, beim Krankenbesuch, am Sterbebett, beim Stundengebet und auf dem Heimweg. Die zur Nachtwache eingeteilten Gemeindemitglieder sorgten dafür, dass auch zur nächtlichen Stunde der Lobgesang nicht verstummte.

Zinzendorf forderte seine Gemeindemitglieder immer wieder auf, dichterisch tätig zu werden. Dabei verstand er das Dichten als eine Art „Herzensergießung fern aller poetologischen Lehren und Regeln“. In einem Wort Zinzendorfs an das Jungfernchor heißt es in diesem Zusammenhang: 

„Meine Schwestern, es ist sehr jungfernhaltig, wenn man Lieder macht. Das Jungfernchor sollte uns die wichtigsten, meisten und schönsten Lieder in unsere [Gesangbuch-]Anhänge liefern. Der tägliche Umgang mit dem Schmerzensmann […] sollen euch recht schöne und wichtige Gedanken machen, Erinnerungen, heilige Lieder dichten zu lernen!“

Die Qualität der Gedichte und Lieder wurde hauptsächlich an folgenden Kriterien gemessen: Haben sie einen biblischen Bezug? Helfen sie, die biblischen Botschaften lebendig sowie einprägsam zu machen, und führen sie zu einem tieferen geistlichen Umgang mit Jesus Christus?
Die vor diesem Hintergrund entstandenen Dichtungen spiegeln manche Entwicklungen innerhalb der Herrnhuter Frömmigkeit. Dazu gehört der sogenannte Seitenhöhlchen-Kult, der durch Renatus von Zinzendorf, den Sohn des bereits erwähnten Nikolaus von Zinzendorf, begründet wurde, später aber in der Herrnhuter Bewegung auf starke Ablehnung stieß. In diesem Kult stand wie bei der römisch-katholischen Herz-Jesu-Verehrung die Seitenwunde Jesu im Mittelpunkt. Sie wurde in vielen Liedern in einer von zahlreichen Diminutiven geprägten Ausdrucksweise besungen. Anklänge an Thema und Sprache dieser mystischen Frömmigkeitsbewegung finden sich auch in dem Lied Weil ich Jesu Schäflein bin.
Henriette Louise von Hayn (1724–1782) lebte und arbeitete in dem beschriebenen geistlichen Umfeld – ab 1744 in Herrnhaag, dem Zentrum des Seitenhöhlchen-Kultes, und ab 1766 in Herrnhut, wo sie bis zu ihrem Tod als Leiterin des Chores der ledigen Schwestern tätig war.

## Text, Form und Inhalt
Der gut überlieferte Text des von Hayn’schen Liedes, seine Form und sein Inhalt verweisen auf die geistliche Hirtendichtung, die sich in der Barockzeit großer Beliebtheit erfreute. Das vom 23. Psalm und anderen sowohl alttestamentlichen als auch neutestamentlichen Texten entlehnte Hirte-Schaf-Motiv liegt vielen Kirchenliedern zugrunde, insbesondere solchen, die vor dem Hintergrund des Pietismus und der Erweckungsbewegung entstanden sind.

### Text
Die folgende Tabelle zeigt den Text des von Henriette von Hayn verfassten Gedichtes, seine wenigen Varianten sowie die biblischen Bezüge. Die drei Strophen, die sich in den kirchlichen Gesangbüchern finden, sind im Folgenden kursiv gesetzt. Die in Fettschrift gehaltenen Großbuchstaben zu Beginn einer jeden Zeile stellen die Verbindung zu den entsprechenden Textvarianten (Spalte III) sowie zu den biblischen Bezügen (Spalte IV) her.
| Strophe | Text | Varianten                                                                 | Biblische Bezüge und Anklänge |
| ------- | --- | ------------------------------------------------------------------------- | --- |
| 1       | A Weil ich Jesu Schäflein bin B freu ich mich nur immerhin C über meinen guten Hirten, D der mich schön weiß zu bewirten, E der mich liebet, der mich kennt, F und bei meinem Namen nennt.       | D der mich wohl weiß zu bewirten                                          | A (Ps 23,1 ) Der Herr ist mein Hirte […] C (Joh 10,11 ): [Jesus:] Ich bin der gute Hirte! D (Ps 23,5 ): Du bereitest vor mir einen Tisch […] und schenkst mir voll ein. E (Joh 10,27 ): [Jesus:] […] und ich kenne sie [meine Schafe] F (Joh 10,3 ): und er [der gute Hirte] ruft seine Schafe mit Namen […] |
| 2       | A Unter seinem sanften Stab B geh ich aus und ein und hab C unaussprechlich süße Weide, D daß ich keinen Hunger leide; E und sooft ich durstig bin, F führt er mich zum Brunnquell hin.          | C alle Tage frische Weide D daß ich keinen Mangel leide;                  | A (Ps 23,4 ): Dein Stecken und Stab trösten mich. D (Ps 23,1 ): Mir wird nichts mangeln. F (Ps 23,2 ): Er führet mich zum frischen Wasser. |
| 3       | A Mein Erbarmer leitet mich B sicher und behutsamlich, C gibt mir auch wohl Salz zu lecken, D meinen Durst recht zu erwecken E nach dem roten Wundenbach, F wenn ich kränklich bin und schwach.  | C Will mir wo was bitter schmecken, D soll’s nur meinen Durst erwecken    | D / E (Off 22,17 ): [Der Geist und die Braut sprechen:] Komm! Und wer es hört, der spreche: Komm! Und wen dürstet, der komme; und wer da will, der nehme das Wasser des Lebens umsonst. F (Hes 34,16 ): [Gott spricht:] Ich will das Verlorene wieder suchen und das Verirrte wiederbringen und das Verwundete verbinden und des Schwachen warten […]. |
| 4       | A Er hat mich hinaus ins Feld B zu der Lämmer Hut bestellt C und ich darf in seinen Nähen D nur so sachte beiher gehen E und auf dieser niedern Flur F folgen meines Hirten Spur.                | In verschiedenen Veröffentlichungen sind die Strophen 4 und 5 vertauscht. | B (Joh 21,15 ): [Jesus zu Petrus:] Weide meine Lämmer! C (Mt 28,20 ): [Jesus zu seinen Jüngern:] Ich bin bei euch alle Tage bis an der Welt Ende! F (Joh 10,4 ): Und wenn er seine Schafe hat ausgelassen, geht er vor ihnen hin, und die Schafe folgen ihm nach […] |
| 5       | A In dem Früh- und Abendtau B einer immergrünen Au C schlaf ich und erwache wieder, D setz mich zu der Herde nieder E in das saftigste Revier F und ihr Brünnlein quillt auch mir.               | In verschiedenen Veröffentlichungen sind die Strophen 4 und 5 vertauscht. | B (Ps 23,2 ): Er [der gute Hirte] weidet mich auf einer grünen Aue. |
| 6       | A Drückt mich meine kleine Last B und ich brauche Ruh und Rast, C darf sein Schäflein ohn Bedenken D in des Hirten Schoß sich senken, E kriegt an seiner milden Brust F wieder neue Arbeitslust. | F wieder seine Arbeitslust.                                               | A–F (Mt 11,28ff ): [Jesus zu den Menschen:] Kommet her zu mir alle, die ihr mühselig und beladen seid; ich will euch erquicken. Nehmet auf euch mein Joch und lernet von mir; denn ich bin sanftmütig und von Herzen demütig; so werdet ihr Ruhe finden für eure Seelen. Denn mein Joch ist sanft, und meine Last ist leicht. D (2 Sam 12,3 ): Nathan zu David: […]aber der Arme hatte nichts als ein einziges kleines Schäflein, das er gekauft hatte. Und er nährte es, dass es groß wurde bei ihm zugleich mit seinen Kindern. Es aß von seinem Bissen und trank aus seinem Becher und schlief in seinem Schoß, und er hielt's wie eine Tochter. E (Joh 13,23 ): Es war aber einer unter seinen [Jesu] Jüngern, der zu Tische lag an der Brust Jesu, den hatte Jesus lieb. |
| 7       | A Sollt ich nun nicht fröhlich sein, B ich beglücktes Schäfelein? C Denn nach diesen schönen Tagen D werd ich endlich heimgetragen E in des guten Hirten Schoß. F Amen, ja, mein Glück ist groß. | A Sollt ich denn nicht fröhlich sein, E in des Hirten Arm und Schoß       | C/D (Joh 14,2f ): [Jesus zu seinen Jüngern:] In meines Vaters Hause sind viele Wohnungen. Wenn es nicht so wäre, so wollte ich zu euch sagen: Ich gehe hin euch die Stätte zu bereiten. Und wenn ich hingehe euch die Stätte zu bereiten, so will ich wiederkommen und euch zu mir nehmen, auf dass ihr seid, wo ich bin. |

### Form
Man vermutet, dass Henriette von Hayn auf die Form der „geistlichen Hirtendichtung“ zurückgegriffen hat. Gestützt wird diese Annahme durch die Wahl einer Strophenform, die in barocken Hirtenliedern häufig verwendet wurde und zum Beispiel wiederholt in Angelus Silesius’ Sammlung Heilige Seelen-Lust Oder Geistliche Hirten-Lieder sowie in der pietistischen Lieddichtung zu finden ist. Die Strophen bestehen jeweils aus drei Reimpaaren mit vierhebigen Trochäen. Das erste und das dritte Reimpaar endet hier auf einer betonten, das zweite auf einer unbetonten Silbe.

### Inhalt
Der 23. Psalm, das bekannte Lied vom Guten Hirten, stand – von nicht unbedeutenden Ausnahmen abgesehen – Pate bei der Entstehung des ursprünglich als Gelegenheitsgedicht verfassten Textes. Während König David, den der Psalm 23 als seinen Dichter nennt, sich zu JHWH, dem Gott Israels, bekennt, sieht das „Schäflein“ in von Hayns Lied Jesus Christus als seinen guten Hirten. Diese christologische Umdeutung findet sich in vielen geistlichen Hirtenliedern. Sie hat ihre Begründung in verschiedenen neutestamentlichen Texten, die Jesus als „guten“ oder „großen“ Hirten bezeichnen und die Henriette von Hayn in ihrem Lied zum Teil ebenfalls verarbeitet.
Wie der Psalmist die Worte des 23. Psalms in den Mund zukünftiger Beter legt und sie damit zu deren eigenem persönlichen Bekenntnis macht, so verfährt auch Luise von Hayn. Während sich aber beim alttestamentlichen Hirtenlied das Reden über Gott in ein Gespräch mit ihm verwandelt (Ps 23,4 ), bleibt es in allen Strophen des von Hayn’schen Gedichtes bei der Rede über den Hirten Jesus. Dabei wird er jedoch nicht in seiner göttlichen Stellung oder in seinem Wesen beschrieben, sondern „eher funktional gesehen gemäß dem, was er für das Wohlbefinden des kleinen Schafes tut.“ In der letzten Strophe geht von Hayn über den letzten Vers des 23. Psalms hinaus.
Das 10. Kapitel des Johannes-Evangeliums, in dem sich Jesus als der „gute Hirte“ vorstellt, ist der zweite Bibeltext, den von Hayn in ihrem Geburtstagsgedicht verarbeitet. In der dritten, fünften und sechsten Zeile der ersten Strophe wird die Verbindung dazu hergestellt. Auch die vierte Strophe verweist mit ihrer letzten Zeile auf das erwähnte Hirtenkapitel. Die erste und die zweite Zeile dieser Strophe lassen dagegen an Johannes 21 denken. Dort beauftragt der auferstandene Jesus Christus seinen Apostel Petrus mit dem Hirtendienst: „Weide meine Lämmer!“ (Joh 21,15 ).
Dass der gute Hirte seinem Schaf auch Salz verabreicht (dritte Strophe, Zeile 3), um damit den Durst zu wecken, hat in den Hirtentexten der Bibel allerdings keinen Beleg. Von Hayn will damit zum Ausdruck bringen, dass auch „bittere“ Erfahrungen in der Nachfolge Jesu ihren Sinn haben. Auch der „rote Wundenbach“ findet sich nicht in biblischen Texten. Der Ausdruck, der wohl noch aus den Tagen des Seitenhöhlchen-Kults stammte, umschreibt das Blut Christi, von dem im Neuen Testament auf verschiedene Weise und in unterschiedlichen Zusammenhängen die Rede ist. Auch das Ebed-Jahwe-Lied in Jesaja 53 klingt hier an: „und durch seine Wunden sind wir geheilt!“ (Jes 53,5 )
Nur wenige Verse im Jesu-Schäflein-Lied erzählen von schweren Zeiten in der Nachfolge Jesu. Das Salz, das der Hirte reicht, soll nur durstig machen, und die Last, die manchmal drückt, ist nur klein (Strophe 6); „der Haupt-Ton liegt auf Heilung, Stärkung und Geborgenheit in der Nachfolge Jesu“. Wer mit dem Hirten Jesus unterwegs ist, dessen Leben besteht – so behauptet es die Dichterin in der siebenten Strophe – aus „schönen Tagen“. Der irdische Lebenslauf wird also nicht (wie häufig in geistlichen Texten) als Gang durchs Jammertal, sondern als Angeld und Vorgeschmack auf die künftige Heilszeit aufgefasst. Diese skizziert von Hayn in zwei Bildern – als Zuhause nach langer Wanderung („endlich heimgetragen“) und als Schoß des guten Hirten. Sowohl im Blick auf das irdische als auch im Blick auf das ewige Leben gilt für Schäflein Jesu: „Amen. Ja mein Glück ist groß!“

## Geschichte und Rezeption
Das genaue Entstehungsdatum des ursprünglich siebenstrophigen Liedes ist nicht bekannt. Belegt ist nur, dass es „Anno 1776 8ten August bey Gelegenheit des [36.] Geburtstags der Christine Petersen […] in einer kleinen Gesellschaft [gesungen worden ist]“. Eine andere Abschrift des Liedes nennt neben dem Geburtstagsfest einen weiteren Anlass, dem das Lied gewidmet war: „Bey Gelegenheit des Abschieds der lieben Else Marie und Geburtstags der Christinel Petersin wurde folgendes gesungen den 8. August 1776“. Offenbar war die Geburtstagsfeier Petersens gleichzeitig das Abschiedsfest „der lieben Else Marie“.
Während die erwähnte Else Marie ansonsten unbekannt bleibt, bieten die Dokumente des Herrnhuter Archivs, was Christine Petersen angeht, eine Reihe von Informationen. Danach lebte Petersen von 1740 bis 1807. Sie war eine Freundin von Hayns und wirkte von 1762 bis 1776 als Lehrerin im Mädchenhaus der Brüdergemeine und danach bis 1784 an der Herrnhuter Kleinkinderschule. Auf diesen Dienst an Kindern zielt vermutlich ein Satz der vierten Strophe: „Er [der Hirte Jesus] hat mich hinaus ins Feld / zu der Lämmer Hut bestellt“. Dabei bleibt sie nicht auf sich allein gestellt: „und ich darf in seinen Nähen / nur so sachte beiher gehen / und auf dieser niedern Flur / folgen meines Hirten Spur“.

### Vom Geburtstags- und Abschiedslied zum Abendmahlschoral
Das Lied wurde in der Folgezeit mehrfach handschriftlich kopiert. Allein im Unitätsarchiv in Herrnhut finden sich sechs Exemplare. Sie zeigen nur geringe Abweichungen vom ursprünglichen von-Hayn-Text.
1778 erschienen die ersten beiden und die letzte Gedichtstrophe in gedruckter Form im sogenannten Neuen Brüder-Gesangbuch der Herrnhuter Brüdergemeine. Die Zusammenstellung, Überarbeitung einzelner Lieder sowie die Herausgabe besorgte Christian Gregor. Verzeichnet ist das von Hayn’sche Lied unter der Nummer 1179 in der Abteilung der Gesänge, die in den Herrnhuter Gottesdiensten beim Abendmahl angestimmt wurden. Möglicher Grund für diese Einordnung ist wohl der in der zweiten Strophe erwähnte Hunger und Durst des „Schäfleins Jesu“. 1784 erschien unter der Nummer 82 in Christian Gregors Choralbuch auch die Melodie, nach der das Jesu-Schäflein-Lied in Herrnhut gesungen wurde. Der Komponist und Musikpädagoge Philipp Friedrich Silcher schuf 1843 für das von Hayn’sche Lied eine weitere Melodie. Sie findet sich abgedruckt in den von Johannes Zahn 1889 herausgegeben Melodien der deutschen evangelischen Kirchenlieder. Daneben entstanden weitere Singweisen, darunter die des Herrnhuter Bischofs Johannes Herbst (vor 1812). Sie konnten sich allerdings in den Gesang- und Liederbüchern nicht durchsetzen.
Noch bevor das Jesu-Schäflein-Lied in weitere deutschsprachige Gesangbücher aufgenommen wurde, war es bereits auf überseeischen Herrnhuter Missionsstationen bekannt. So übersetzte der Engländer Fredrick William Foster von Hayns Lied bereits 1789 in seine Muttersprache. 1849 erschien es im US-amerikanischen Moravian Hymn Book. Ein weiteres Beispiel: Anlässlich einer geistlichen Inspektion besuchte im Jahr 1826 ein Herrnhuter Missionarsehepaar die Niederlassungen der Brüdergemeine auf der Karibikinsel Antigua. Eine über 100 Jahre alte Dame, die mit ihrem Mann noch die Anfänge der Antigua-Mission (1756) miterlebt hatte und nun auf ihrem Sterbebett lag, wünschte sich von ihren Besuchern das ihr wohlbekannte Lied Weil ich Jesu Schäflein bin.

### Vom Abendmahlschoral zum geistlichen Kinderlied
Konstanze Grutschnig-Kieser macht darauf aufmerksam, dass mit der von Christian Gregor getroffenen Strophenauswahl die Themen „Amt, Nachfolge und Bewährung“ nicht mehr im Fokus des Liedes waren. War der Text ursprünglich gestandenen Mitarbeiterinnen zum Geburtstag beziehungsweise zum Abschied gewidmet, so blieb nach dem Wegfall der vier Strophen der Eindruck, es handle sich um ein Kinderlied. Hinzu kam die schlichte Ausdrucksweise und der Gebrauch des bereits erwähnten Diminutivs „Schäflein“, das zwar innerhalb der Herrnhuter Welt gängige und beliebte Redeweise war, doch außerhalb dieses Raumes als kindlich aufgefasst wurde. Ein interessanter Beleg dafür sind die Übersetzungen, die das „Schäflein“ mit „little lamb“, „lilla lamm“, „lítla lamb“ (also „kleines Lamm“) wiedergeben. Während in von Hayns Gedicht die Lehrerin Christine Petersens das „Schäflein Jesu“ ist, sind die „Lämmer“ der vierten Strophe die dem „Schäflein“ anvertrauten Kinder. Das „Schäflein“ war also ursprünglich als erwachsenes Schaf gedacht, wurde aber (nicht zuletzt durch den Wegfall der vierten Strophe) zum „Schafskind“ und damit zum Lamm. Damit war eine wichtige Tür für die weitere Verbreitung des Jesu-Schäflein-Liedes geöffnet. Als Abendmahlslied oder Kirchenchoral für den Hauptgottesdienst hätte es außerhalb der Herrnhuter und eventuell seelenverwandter pietistischer Kreise keine Chance gehabt. Als Kinderlied jedoch erschlossen sich ihm die Wege in die kirchlichen Gesang- und in die schulischen Lesebücher und Liederhefte.
Spätestens 1817 war das Lied Weil ich Jesu Schäflein bin über die Herrnhuter Gemeinen hinaus in den Kreisen der damals noch jungen deutschen Erweckungsbewegung bekannt. Konstanze Grutschnig-Kieser macht das an einer Geschichte fest, die im besagten Jahr geschehen war und von der die Zeitschrift der pietistischen Deutschen Christentumsgesellschaft (Basel) 1822 berichtete. Danach hatte eine Gruppe Eisenacher Kinder ein sterbendes Mädchen besucht, ihm zum Abschied das Lied Weil ich Jesu Schäflein bin gesungen und dabei „eine außerordentliche Gegenwart Gottes“ verspürt.

### Aufnahme in landes- und freikirchliche Gesangbücher

Deckblatt des Singvögeleins (1914)

Die Erweckungsbewegung war auch eine singende Bewegung und stets auf der Suche nach einfachen, anschaulichen und eingängigen geistlichen Liedern. Gleichzeitig strebte man danach, die durch die Aufklärung und den Rationalismus durchgeführten Textänderungen an Kirchenliedern wieder rückgängig zu machen. Dadurch entstanden im 19. Jahrhundert neben den offiziellen kirchlichen Gesangbüchern zahlreiche Sammlungen geistlicher Lieder für „Kirche, Haus und Schule“. Eine dieser Sammlungen war der 1837 vom Pfarrer und Tierschützer Albert Knapp veröffentlichte Evangelische Liederschatz, der 3000 Lieder enthielt. Unter ihnen war auch das Lied Weil ich Jesu Schäflein bin, das in der Rubrik Kinder- und Jugendlieder Aufnahme fand. Über die „Brücke“ des Liederschatzes gelangte das Jesu-Schäflein-Lied schließlich in die landeskirchlichen Gesangbücher. Das erste Kirchengesangbuch, das das Lied übernahm, war das Württembergische Gesangbuch von 1842. Anstelle der von Christian Gregor komponierten Melodie verwendete man hier allerdings die von Friedrich Silcher. Ein frühes freikirchliches Gesangbuch war die Glaubensstimme der Gemeine des Herrn, das erste Liederbuch der deutschen Baptisten. Es wurde 1849 von Julius Köbner herausgegeben. Das von Hayn’sche Lied steht darin unter der Nummer 187. Für seine 1850 gedruckte Notenausgabe der Glaubensstimme übernahm Köbner die Melodie Christian Gregors. Auch die folgenden, nach der Jahrhundertwende umfangreich überarbeiteten Auflagen der Glaubensstimme führten das Lied. Daneben fand es Eingang in das zunächst von Philipp Bickel besorgte Liederbuch der baptistischen Sonntagsschule: Singvögelein (1908). In der nach dem Zweiten Weltkrieg gedruckten Ausgabe der Glaubensstimme taucht von Hayns Lied nicht mehr auf, verblieb aber in den Kinderliederbüchern.
Ab der zweiten Hälfte des 19. Jahrhunderts wurde das Lied von weiteren deutschen Gesangbüchern übernommen. Teilweise behielten die Herausgeber die ursprüngliche Herrnhuter Melodie bei, teilweise ersetzten sie sie durch andere. Im Gesangbuch der Schlesischen Landeskirche von 1863 sowie im Kirchengesangbuch der Evangelisch-lutherischen Landeskirche Hannovers von 1883 fand zum Beispiel die Melodie des Silesius-Liedes Meine Seele! Willst du ruh’n Verwendung.
Die liturgische Einordnung des Liedes erfolgte unter verschiedenen Rubriken, zum Beispiel „Vom dreifachen Amt Jesu Christi“, „Liebe zum Heiland“ und „Jesuslieder“. In den meisten Gesangbüchern ist das Lied allerdings unter den Kinderliedern, hier und dort auch unter den sogenannten „Geistlichen Volksliedern“ eingeordnet. Friedrich Layriz hielt das Lied Weil ich Jesu Schäflein bin offensichtlich für so bedeutsam, dass er es in seine 1853 erschienenen Sammlung Kern des deutschen Kirchengesangs zum Gebrauch evangelisch-lutherischer Gemeinden und Familien aufnahm.
In manchen Landeskirchen löste allerdings die Frage, ob das Jesu-Schäflein-Lied aufgenommen werden sollte, Diskussionen aus. So konnte sich zum Beispiel in der Evangelisch-Lutherischen Landeskirche Sachsens von Hayns Lied nicht durchsetzen. Es war zwar im Entwurf eines Gesangbuches für die Evangelisch-lutherische Kirche Sachsens aufgeführt, aber in dem 1883 erschienenen Gesangbuch nicht mehr enthalten. Im Gesangbuch für die evangelische Kirche in Wiesbaden von 1911 wurde von Hayns Lied mit der folgenden Überschrift versehen: „Für Kinder, nicht für den Gesang der Gemeinde im Gottesdienst“.
Auch im freikirchlichen Gesangbuch der Evangelisch-methodistischen Kirche fand das Lied weder 1969 noch 2002 Eingang.

### Aufnahme in Schulbüchern und Volksliedersammlungen
Der Süddeutsche Schulbote empfahl 1841, das Jesu-Schäflein-Lied im Unterricht für Sechs- bis Achtjährige zu verwenden. Spätestens um die Mitte des 19. Jahrhunderts wurde das Jesu-Schäflein-Lied in die Schulbuchliteratur aufgenommen und hat dort bis in die jüngere Gegenwart hinein seinen Platz behaupten können. Die folgende Liste zeigt nur eine Auswahl.
| Titel                                                                                             | Herausgeber | Erscheinungsjahr | Seite          |
| ------------------------------------------------------------------------------------------------- | --- | ---------------- | -------------- |
| Ein frohes Lied. Liederheft für den evangelischen Religionsunterricht an Grundschulen             | Religionspädagogisches Zentrum in Bayern (München) [Verlag: Evangelischer Presseverband für Bayern]                                      | 1995             | ?              |
| Erstes Sprach- und Lesebuch für deutsche Elementarschulen                                         | ohne Verfasser- / Herausgeberangabe [Druck und Verlag Theodor Groos, Karlsruhe]                                                          | 1844 (7. Aufl.)  | S. 78          |
| Liederbuch für Schule und Leben (Heft 1–3)                                                        | J.G.F. Pflüger [Friedrich Gutsch Verlag Karlsruhe]                                                                                       | 1857             | S. 6           |
| Deutsches Lesebuch für einfache Volksschulen (2. Band)                                            | Robert Reichardt (Hrsg.) [Verlag: C. C. Meinhold & Söhne, Dresden]                                                                       | 1874             | 58             |
| Erster Unterricht im christlichen Glauben für die untersten Klassen der evangelischen Volksschule | Christian Mayer (Entwurf im Auftrag des k[öniglich-]protest[antischen] Oberconsitoriums) Sebald’sche Buch- und Verlagsdruckerei Nürnberg | 1865             | 64 f.          |
| Sprüche, Lieder und Katechismus für die Kleinen                                                   | Friedrich Heinrich Ranke (Hrsg.) Verlag der J. P. Raw’schen Buchhandlung, Nürnberg                                                       | 1839             | S. 29 (Nr. 81) |

Bereits 1837 erschien von Hayns Lied in dem von Albert Knapp herausgegeben Evangelischen Liederschatz. Zu den jüngeren Liedersammlungen, in denen das Jesu-Schäflein-Lied Aufnahme fand, gehören die von Günter Balders edierten Geistlichen Volkslieder. Sie erschienen 1982.
| Titel | Herausgeber                                                                                          | Erscheinungsjahr | S(eite)/N(ummer)       |
| --- | --- | ---------------- | ---------------------- |
| Evangelischer Liederschatz für Kirche, Schule und Haus. Eine Sammlung geistlicher Lieder aus allen christlichen Jahrhunderten | Albert Knapp                                                                                         | 1837; 1850       | N. 2506 (Ausgabe 1850) |
| Geistliche Lieder der Deutschen aus Südosteuropa (Band 1)                                                                     | Konrad Scheierling im Auftrag des Instituts für Ostdeutsche Musik, Arbeitskreis Südostdeutsche Musik | 1987             | S. 256                 |
| Herz, lass dein Sorgen sein! Geistliche Volkslieder                                                                           | Günter Balders                                                                                       | 1982             | N. 108                 |
| Ich bin das ganze Jahr vergnügt. Liederbuch der Bessarabien-Deutschen                                                         | Friedrich Fiechtner / Landsmannschaft der Bessarabiendeutschen Stuttgart                             | 1968             | S. 186                 |
| Niedersächsisches Volksliederbuch                                                                                             | Komitee für die weibliche Jugend Hannover                                                            | 1914             | S. 135                 |
| Thüringer Volksliederbuch (Ausgabe B, ohne Noten)                                                                             | Christlicher Zeitschriftenverein Thüringen                                                           | 1910             | S. 71                  |

### Tonträger (Auswahl)
Das Lied Weil ich Jesu Schäflein bin erschien unter anderem auf folgenden Tonträgern:
- Wetzlarer Kinderchor: Wir sind des Heilands Himmelsblumen (Schallplatte 33/min, stereo; 25 cm). Wetzlar 1975
- Wetzlarer Kinderchor: Wer Ohren hat, der höre (Schallplatte 45/min, stereo; 17 cm). Wetzlar 1975
- Kinderchor der Neuapostolischen Kirche (Stuttgart) und Instrumental-Ensemble der Neuapostolischen Kirche (Stuttgart) unter der Leitung von Werner Paulus: Lasst die Herzen immer fröhlich und mit Dank erfüllet sein (Schallplatte im Album, 33/min; 30 cm). Frankfurt 1987
- Brettheimer Kinderchor unter der Leitung von Hans-Gerhard Hammer und Christel Schröder: Alles jubelt, alles singt, Teil 2 (CD und Beiheft). Holzgerlingen 2002
- Waldemar Grab (Klavier): Ich swinge dir mit Herz und Mund (CD). Dillenburg 2011. Eurofonia (LC 00519) CV 272.639

### Weil ich Jesu Schäflein binals Titel von Schriften und musikalischen Kompilationen
Die Bekanntheit des Liedes führte dazu, dass die erste Zeile des von Hayn’schen Liedes zum Titel verschiedener Veröffentlichungen und Kompilationen wurde. Einige Beispiele sollen dies belegen.
Weil ich Jesu Schäflein bin war Obertitel einer Schriftenreihe für „kleine und große Kinder“, die 1889 im Lahrer Ernst Kaufmann Verlag erschien und deren Verfasserin Freifrau Antonie von Holzhausen-Gablenz war. Die Schriftenreihe bestand aus vier Heften, die anhand der Jahreszeiten und mittels Illustrationen, Texten und Gedichten religiöse Inhalte kindgerecht vermitteln wollten.
1922 erschien im Buch- u. Kunstverlag C. Hirsch in der Reihe Edelweiß. Erzählungen für Jung und Alt eine Geschichte Marie Liebrechts mit dem Titel Weil ich Jesu Schäflein bin.
Den Titel des Jesu-Schäflein-Liedes trug auch der erste Band eines Arbeitsheftes für den Religionsunterricht, das 1963 in Kaiserslautern erschien und dessen Verfasser Günter Schwinn war.
Der neuapostolische Verlag Friedrich Bischoff gab 2008 unter dem Titel des von Hayn’schen Liedes ein zweibändiges Sonntagsschullehrmittel für 3- bis 6-jährigen Kinder heraus. Inhaltlich geht es um Unterrichtseinheiten zum Alten und Neuen Testament sowie zum Bereich „Leben und Glauben“. Es besteht aus einer Loseblattsammlung und einem Lehrerhandbuch.

### Das Jesu-Schäflein-Lied in Biographien und biographischen Notizen (Beispiele)
Das von Hayn’sche Lied wird in zahlreichen biographischen Veröffentlichungen erwähnt. Meist (aber nicht nur) sind es Kindheitserinnerungen, die sich mit diesem Lied verbinden. Eine Begründung dafür findet sich bereits bei Eduard Koch. In seiner 1847 erschienenen Geschichte des Kirchenlieds und Kirchengesangs […] nennt er das Jesu-Schäflein-Lied das „Muster eines Kindesliedes im ächten Kindeston, und darum auch allen Kindern ungemein lieb und werth.“ So ist es nicht verwunderlich, dass das Lied nicht nur im Kindergottesdienst und im schulischen Religionsunterricht gesungen wurde und wird, sondern auch zuhause und unterwegs. Es ist ein auswendig gelerntes Gebet, dient als Geburtstagslied und soll traurigen Kindern über ihren Schmerz hinweghelfen. Weil das Jesu-Schäflein-Lied mit vielen Kindheitserinnerungen verbunden ist, rät zum Beispiel die Musikgeragogin Marlene Beuerle-Adam, es als „geistliches Volkslied“ in der Arbeit mit alten und sterbenden Menschen zu nutzen.
Die folgenden Beispiele sind alphabetisch sortiert.
- Karl Barth (1886–1968), evangelisch-reformierter Theologe, äußerte sich im fortgeschrittenen Alter gegenüber Schweizer Pfarrfrauen, die ihm einen Besuch abstatteten, folgendermaßen: „Je älter ich werde, desto lieber wird mir das einfache Sonntagsschullied Weil ich Jesu Schäflein bin, freu ich mich doch immerhin.“[66]
- Ingrid R. Gade (Jahrgang 1949) ist die Tochter einer Deutschen und eines farbigen US-amerikanischen G.I.s. Sie wurde als Baby aufgrund ihrer Hautfarbe weggegeben. In ihrer Biografie berichtet sie, dass sie das Jesu-Schäflein-Lied bei einem Besuch des Kindergottesdienstes kennen lernte, und zitiert die erste Strophe. Als einen starken Widerspruch zum Inhalt des Liedes empfand sie, was sie anschließend an den Gottesdienst von ihrer christlichen Pflegemutter hörte: „Was haben sie in der Kirche erzählt? Was war mit Jesus? […] Du weißt es nicht mehr? Du bekommst kein Mittagessen! Ab in den Keller!“[67]
- In einem Bericht von der Taufe des späteren Dichters und Schriftstellers Hermann Hesse (1877–1962) heißt es: „Der Kleine schrie zuerst, aber beim Singen guckte er ganz hell herum und blieb dann still. Wir sangen: Weil ich Jesu Schäflein bin […].“[68]
- Karl Steinbauer (1906–1988), evangelischer Theologe und Mitglied der Bekennenden Kirche, predigte zu Weihnachten 1943 über den Bibelvers (Jesaja 9,5 EU). Wegen verschiedener Aussagen in dieser Ansprache wurde er zirka 14 Tage später verhaftet und für mehrere Wochen in ein Konzentrationslager verbracht. Schließlich hatte er sich vor einem Kriegsgericht zu verantworten.[69] Während der Verhandlung trug er noch einmal die gehaltene Weihnachtspredigt vor mit den darin enthaltenen Ausführungen zum Jesu-Schäflein-Lied: „Ich will und kann nicht hinauskommen über das kleine schlichte Verslein, das ich schon als kleines Kind gelernt, gebetet und verstanden habe und an dem ich als Mann und Vater auch nicht auslerne, wenn ich es mit meinen Kindern singe und bete: Weil ich Jesu Schäflein bin [es folgt die ganze erste Strophe]. Ich jedenfalls brauche diesen guten Hirten. […] Mitte März [ergänzt: 1943] lag ich […] todeinsam mit dem zerschmetterten Bein im Schnee Rußlands. Da hab ich das Verslein noch anders und tiefer verstanden als sonst. […] Da ist man empfänglich und herzlich dankbar für das schlichte Kinderverslein, das echte Hilfe und Trost birgt, auch für einen sterbenden Soldaten mitten in den Schneefeldern Rußlands: Sollt ich denn nicht fröhlich sein [es folgt die ganze letzte Strophe].“[70]

### Weitere Beispiele
Als sogenannter „Drittext“ wird die zweite Strophe am 4. April 2022 im Losungsbuch der Herrnhuter Brüdergemeine verwendet, als Quellenangabe wird auf das Gesangbuch der Evangelischen Brüdergemeine von 2007 unter der Nr. 891,2 verwiesen; Losungstext ist an diesem Tag Psalm 23,2-3, neutestamentlicher Lehrtext Johannes 10,27-28.

## Übersetzungen (Auswahl)

### Englisch
Die älteste bekannte englische Übersetzung des Liedes Weil ich Jesu Schäflein bin datiert von 1789 und stammt aus der Feder von Frederick William Foster. Sie war bestimmt für das Gesangbuch der Moravian Church in America und trug den Titel Jesus Makes my Heart Rejoice. Populärer in der englischsprachigen Welt wurde allerdings die von William Fleming Stevenson besorgte Übersetzung mit dem Titel I am Jesus’ little lamb. Sie erschien 1871. Catherine Winkworth schuf eine weitere Übersetzung des von Hayn’schen Liedes. Die erste Liedzeile lautet I am Jesus’ little lamb. Es wurde (erstmals?) in gedruckter Form um 1877 veröffentlicht. Das Gesangbuch, in das die Winkworth-Übersetzung unter der Nummer 17 Aufnahme fand, trägt den Titel Songs of Beulah. A New Collection of Music for Sunday Schools, Families and Devotional Meetings.

#### Jesus makes my heart rejoice (Frederick William Foster)
Fredrick William Foster stammte aus Bradford (Yorkshire, England) und lebte von 1760 bis 1835. Bereits als junger Mann kam er mit der Herrnhuter Bewegung in Berührung, wurde später einer ihrer Pastoren und schließlich zum Bischof ordiniert. Foster war Herausgeber des 1801 erschienenen Moravian Hymn Book.
(1) Jesus makes my heart rejoice, / I’m his sheep, and know his voice; / he’s a Shepherd, kind and gracious, / And his pastures are delicious; / constant love to me he shows, / yea, my very name he knows.
(2) Trusting his mild staff always, / I go in and out in peace; / he will feed me with treasure / of his grace in richest measure; / when athirst to him I cry, / Living water he’ll supply.
(3) Should not I for gladness leap, / led by Jesus as his sheep? / For when these blessed days are over / to the arms of my dear Savior / I shall be conveyed to rest. / Amen, yea, my lot is blessed.
Diese Übersetzung findet sich im Gesangbuch der Evangelischen Brüdergemeine von 2007 unter der Nr. 891.

#### I am Jesus’ little lamb(William Fleming Stevenson)
William Fleming Stevenson war irischer Herkunft und lebte von 1832 bis 1886. Neben seiner Tätigkeit als Geistlicher des Presbyterianischen Kirche Irlands wirkte er als Autor theologischer Bücher. Eine weite Verbreitung fand das von ihm 1873 herausgegebene Gesangbuch Hymns for the Church and Home.
(1) I am Jesus’ little lamb. / Ever glad at heart I am; / For my Shepherd gently guides me, / Knows my need, and well provides me, / Loves me ev’ry day the same, / Even calls me by my name.
(2) Day by day, at home, away, / Jesus is my staff and stay. / When I hunger, Jesus feeds me, / Into pleasant pastures leads me; / When I thirst, He bids me go / Where the quiet waters flow.
(3) Who so happy as I am, / Even now the Shepherd’s lamb? / And when my short life is ended, / By His angel host attended, / He shall fold me to His breast, / There within His arms to rest.

#### I am Jesus’ little lamb(Catherine Winkworth)
Catherine Winkworth (1827–1878) war gebürtig aus Holborn bei London. Sie verstarb in der Nähe von Genf. Ihr besonderes Verdienst war es, die deutsche Choraltradition durch eine intensive Übersetzungstätigkeit im englischsprachigen Raum verbreitet zu haben.
(1) I am Jesus’ little lamb, / Therefore glad at heart I am; / Jesus loves me, Jesus knows me, / All that’s good and fair He shows me, / Tends me ev’ry day the same, / Even calls me by my name.
(2) Out and in I safely go, / Want and hunger never know; / Soft green pastures He discloseth, / Where His happy flock reposeth; / When I faint or thirsty be, / To the brook He leadeth me.
(3) Should not I be glad all day / In this blessèd fold to stay, / By this holy Shepherd tended, / Whose kind arms, when life is ended, / Bear me to the world of light? / Yes, O yes, my lot is bright.

### Färöisch
Die färöische Übersetzung des Jesu-Schäflein-Liedes geht auf einen unbekannten Autor zurück. Angaben über die Aufnahme des Liedes in ein Gesang- oder Liederbuch können aufgrund mangelnder Informationen ebenfalls nicht gemacht werden. Die folgende erste Strophe fand sich im Internet. Ob weitere Strophen in färöischer Sprache existieren, ist bislang nicht bekannt.
Jesu lítla lamb eri eg / á sínu herðum ber hann meg / gjøgnum fjøll og djúpar dalar / heim í Himna ljósu salar/ Jesu lítla lamb eri eg / á sínu herðum ber hann meg.

### Französisch
Die folgende französische Übersetzung schuf Georges Pfalzgraf im Jahr 2013.
(1) De Jésus l’humble brebis, / ce dont je me réjouis / du Berger qui sur moi veille / tout ce qu’il fait m’émerveille! / Par mon nom il me connaît! / Admirable est ce qu’il fait!
(2) Guidé par le Bon Berger / je peux sortir et rentrer / trouver de bons pâturages / avec tout un choix d’herbâges; / Quand la soif se fait sentir / c’est son eau qu’il vient m’offrir!
(3) Oh! combien je suis heureux, / comme agneau humble et joyeux! / Au bout des jours sur la terre / Christ me porte auprès du Père / sans fin y est mon bonheur / grâce à Jésus, mon Sauveur!

### Schwedisch
Die schwedische Übersetzung stammt von C(lara?) Ahnström (Clara Ahnfelt, geborene Strömberg?) und Frederik Engelke (1848–1906). Sie wurde unter anderem im Svensk söndagsskolsångbok (1908) veröffentlicht.
(1) Jesu lilla lamm jag är, / Han mig i sina armar bär / Över höjder, djup och dalar / Upp till sina ljusa salar. / Jesu lilla lamm jag är, / Han mig i sina armar bär.
(2) Jesu egendom jag är. / Ty han har köpt mig, som jag är: / Fattig, syndig och fördärvad, / Han med blodet mig förvärvat. / Jesu egendom jag är. / Ty han har köpt mig, som jag är.
(3) Jesu ögonsten jag är. / Han mig uppå sitt hjärta bär. / Ingen ens ett hår får röra, / Om vi Jesus helt tillhöra. / Mig han vid sitt hjärta bär, / Och Jesu ögonsten jag är.

### Spanisch
Friedrich Ludwig Fliedner (1845–1901), Sohn des sozial engagierten Pastors Theodor Fliedner, übersetzte von Hayns Lied nach 1870 ins Spanische. Friedrich Fliedner war unter anderem Geistlicher der deutschen Botschaft in Madrid. Er schuf als „Frederico Fliedner“ zahlreiche Übersetzungen deutscher Kirchenlieder.
(1) De Jesús cordero soy. / Siempre tras mi dueño voy. / Como buen pastor me guía. / Toda mi alma en él confía. / Porque su favor me da, / Nada, pues, me faltará.
(2) Por mi nombre me llamó, / Y su voz conozco yo. / Me protege el fiel cayado. / Buenos pastos él me ha dado, / Claras fuentes en mi sed. / ¡Bueno es él! ¡Gustad y ved!
(3) Siempre así yo alegre estoy. / ¡Qué feliz cordero soy! / Luego de estos bellos días, / A su reino de alegrías / Mi alma, oh ángeles, llevad. / ¡Grande es mi felicidad!

### Delaware
Die Übersetzung in die Sprache der Delaware (Lenape) Indianer ist enthalten in einem vom Herrnhuter Indianermissionar David Zeisberger herausgegebenen Gesangbuch (Collection of Hymns, for the use of the Christian Indians of the Missions of the United Brethren in North America, Philadelphia 1803), Nr. 389.
(1) Nhakey Jesus Memekschum, / Wentschi schuk nolelendam, / Welilissit Nutemalit / Nanne eli wulatschahit, / Nan ahoalit woak woahit, / Ntelli nhakey, nhakey Omemekschummit.
(2) Eli Gegeyjuimit, / Nolamallsi woak milit / Eluwilek Mizewoagan, / 'Ta nemowi Mawottagan; / Woak endchen ngattosomui, / Loochwaluk loochwaluk Walpekunk li.
(3) Matta ksi nolelendam / Ngetteminak Memekschum? / Eli juke nolatschachgun, / Wtenk untschi nematschalukgun, / Nutemekschet Wdulhewink: / Ngetteminak ngetteminak Jesussink.

### Weitere Übersetzungen
Übersetzungen in weitere Sprachen finden sich im Gesangbuch der Evangelischen Brüdergemeine von 2007 unter der Nr. 891: Niederländisch, surinamisch, estnisch, lettisch, miskitu. Außerdem wird neben der oben genannten englischen Fassung von Foster eine andere Übersetzung ins Französische geboten.

## DasJesu-Schäflein-Liedin kirchlichen Gesangbüchern (Auswahl)

### Landeskirchliche Gesangbücher
| Gesangbuch | Jahr           | Nummer | Konfessionelle Zuordnung |
| --- | -------------- | ------ | ------------------------ |
| Evangelisches Gesangbuch der Evangelischen Kirche in Deutschland (EKD) und ihrer Gliedkirchen […] Ausgabe für die Evangelisch-Lutherischen Kirchen in Bayern und Thüringen | 1994           | 593    | evangelisch-lutherisch   |
| Evangelisches Gesangbuch für Brandenburg und Pommern Regionalausgabe des Deutschen Evangelischen Gesangbuchs                                                               | 1931           | 555    | uniert                   |
| Evangelisches Gesangbuch für Rheinland und Westfalen Regionalausgabe des Deutschen Evangelischen Gesangbuchs                                                               | 1929           | 64     | uniert                   |
| Evangelisches Kirchengesangbuch. Ausgabe für die evangelisch-lutherischen Kirchen Niedersachsens                                                                           | 1983           | 479    | evangelisch-lutherisch   |
| Gesangbuch für die Evangelische Kirche im Großherzogtum Hessen bzw. Gesangbuch der Evangelischen Landeskirche in Hessen                                                    | 1912 bzw. 1930 | 563    | uniert                   |

### Freikirchliche Gesangbücher
| Gesangbuch | Jahr | Nummer | Konfessionelle Zuordnung                     |
| --- | ---- | ------ | -------------------------------------------- |
| Gesangbuch der Evangelischen Brüdergemeine (herausgegeben von der Evangelischen Brüder-Unität/Herrnhuter Brüdergemeine Bad Boll - Herrnhut - Zeist) | 2007 | 891    | herrnhuterisch                               |
| Gesangbuch für Mennoniten (herausgegeben von der Allgemeinen Konferenz der Mennonitengemeinschaft Nordamerikas / USA)                               | 1950 | 472    | mennonitisch                                 |
| Gesangbuch zum Gebrauche der evangelischen Brüdergemeinen (Neues Brüder-Gesangbuch)                                                                 | 1778 | 1179   | herrnhuterisch                               |
| Glaubensstimme der Gemeine des Herrn (Hrsg. Julius Köbner)                                                                                          | 1849 | 187    | baptistisch                                  |
| Glaubensstimme für die Gemeinden des Herrn | 1916 | 65     | baptistisch                                  |
| Liederbuch (Friedensstimme) | 1989 | 954    | Evangeliumschristen-Baptisten                |
| Neues Singvögelein (Hrsg. Philipp Bickel) | 1952 | 130    | baptistisch                                  |
| Unser Kinderliederbuch | 1987 | 225    | baptistisch, methodistisch, frei-evangelisch |

### Gemeinschaftsbewegung
| Gesangbuch              | Jahr | Nummer | Konfessionelle Zuordnung           |
| ----------------------- | ---- | ------ | ---------------------------------- |
| Gemeinschaftsliederbuch | 1948 | 589    | Gemeinschaftsbewegung              |
| Jesus, unsere Freude    | 2002 | 403    | Gemeinschaftsbewegung              |
| Reichs-Lieder           | 1991 | 623    | Gemeinschaftsbewegung, pietistisch |

### Sonstige
| Gesangbuch                             | Jahr | Nummer | Konfessionelle Zuordnung |
| -------------------------------------- | ---- | ------ | ------------------------ |
| Gesangbuch der Neuapostolischen Kirche | 2005 | 269    | neuapostolisch           |